# Bana madiba
Bana madiba (лат.) — вид ктырей рода Bana из подсемейства Stenopogoninae (короткоусые двукрылые). Южная Африка, эндемик ЮАР. Обнаружены в двух сильно удалённых (на 400 км друг от друга) точках в разных провинциях страны: Beaufort West (Западно-Капская) и Fort Brown (Восточно-Капская провинция).

## Описание
Крупные мухи с длиной крыла у самок 18,4 мм (ширина 5,9 мм), у самцов около 15 мм (ширина 5,9 мм). Внешним видом напоминают пчёл. Голова оранжево-коричневая, усики красно-бурые, хоботок коричнево-чёрный. Грудь и брюшко от красновато-коричневого до чёрного, покрыты светлыми волосками. Голова широкая (ширина вдвое больше высоты на виде спереди); щупики 2-члениковые; голени средней и задней пары ног с хорошо развитыми шпорами. Коричневые голени контрастируют с красно-коричневыми бёдрами.
От близкого вида Bana apicida Londt, 1992 (Намибия) отличается желтоватыми щетинками ног (у второго вида они чёрные), коричневыми голенями (у B. apicida они оранжевые) и строением усиков (скапус меньше двойной длины педицеля).

## Этимология
Bana madiba был впервые описан в 2013 году южноафриканским энтомологом Дж. Лондтом (J. G. H.Londt, Университет Квазулу-Натал, Питермарицбург) и назван в честь Нельсона Манделы. В ЮАР Нельсон Мандела также известен под именем Мадиба (Madiba, одно из клановых имён народа коса), которое и было выбрано в качестве названия нового вида.